# Zamiast burzy
Zamiast burzy – minialbum zespołu Pidżama Porno wydany 13 czerwca 1994 nakładem MAMI Records. Zawiera cztery utwory, które zostały nagrane w Studiu CZAD, w Swarzędzu.

## Lista utworów
1. "Gdy zostaniesz u mnie na noc (Po co)"
2. "Trzymając się za ręce"
3. "Poznańskie dziewczęta"
4. "Maszerujemy naprzód (Odlotowa Dorota)"

## Wykonawcy
- Krzysztof "Grabaż" Grabowski - śpiew
- Sławomir "Dziadek" Mizerkiewicz - gitara elektryczna
- Jacek Kąkolewski - gitara basowa
- Rafał "Kuzyn" Piotrowiak - perkusja

oraz gościnnie:
- Marcin Murawski - altówka (1)
- Mańkower - instrumenty dęte (4)